# Acuerdos de Oslo

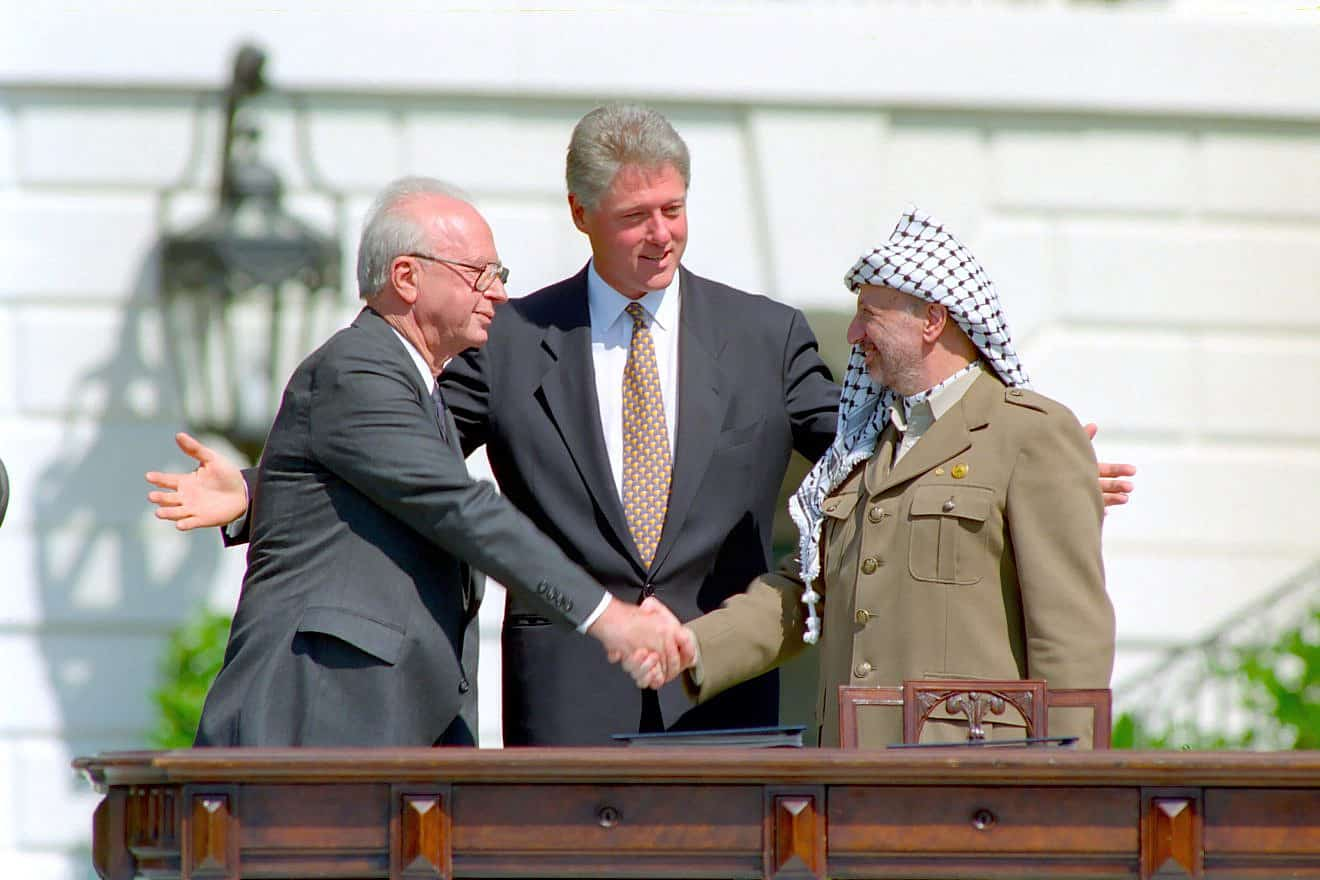
Isaac Rabin, Bill Clinton y Yasser Arafat durante los Acuerdos de Oslo, 13 de septiembre de 1993.

Los Acuerdos de Oslo de 1993 (oficialmente: Declaración de Principios sobre las Disposiciones relacionadas con un Gobierno Autónomo Provisional; en inglés: Declaration of Principles on Interim Self-Government Arrangements) fueron una serie de acuerdos firmados entre el Gobierno de Israel y la Organización para la Liberación de Palestina (OLP), diseñados para ofrecer una solución permanente en el conflicto palestino-israelí.
Conocidos como Acuerdos de Oslo I, se complementaron con los acuerdos de Oslo II, a veces llamados acuerdos de Taba (en inglés: Interim Agreement on the West Bank and the Gaza Strip), por el nombre de la ciudad donde se firmaron.

## Trasfondo
El Gobierno estadounidense de Ronald Reagan, ante la presión occidental y de los gobiernos aliados, impulsó el «plan Schultz», la principal propuesta para una salida pacífica a este "conflicto".  El secretario de Estado George Shultz negoció un acuerdo entre Israel y Líbano y convenció a Israel para que comenzara a retirar sus tropas en enero de 1985.
El Consejo Nacional de la OLP, refugiado en Argel tras el bombardeo de su sede en Túnez por Israel en la llamada Operación Pata de Palo en octubre de 1985, proclamó en noviembre de 1988 un Estado palestino independiente. Al estar basado en el Plan de las Naciones Unidas para la partición de Palestina de 1947, se considera como un reconocimiento implícito del Estado de Israel.
Las negociaciones sobre el acuerdo, resultado de la Conferencia de Madrid de 1991, se llevaron a cabo en Oslo (Noruega).

## Firma de los Acuerdos
Los firmantes de los acuerdos fueron Mahmoud Abbas, de la OLP; el ministro de Relaciones Exteriores, Shimon Peres, por Israel; el secretario de Estado de los Estados Unidos, Warren Christopher; y el canciller Andréi Kozyrev, por Rusia, el 13 de septiembre de 1993, en presencia del representante de la OLP, Yasser Arafat; el primer ministro de Israel, Yitzhak Rabin; y el presidente de los Estados Unidos, Bill Clinton; en una ceremonia oficial y pública en Washington D. C.

## Contenido
Los acuerdos daban cinco años para negociar un acuerdo permanente, y durante ese período, el gobierno israelí se mantendría como el único responsable de los asuntos exteriores, la defensa nacional y las fronteras. En este sentido, Israel seguiría siendo responsable de la seguridad en las fronteras internacionales y los puntos de cruce con Egipto y Jordania. Israel también conservaría la responsabilidad de la seguridad de los israelíes en Cisjordania y la Franja de Gaza, los asentamientos israelíes en esas zonas y la libertad de movimiento en las carreteras.
La Declaración cuenta con un principio de acuerdo que prevé la creación de un autogobierno interino palestino, la Autoridad Nacional Palestina (ANP), transfiriéndole a estos los poderes y responsabilidades en Cisjordania y la Franja de Gaza. Las competencias transferidas a la Autoridad Palestina en determinadas áreas de estas dos regiones consistían en materia educativa, cultura, salud, bienestar social, tributación directa, turismo y el establecimiento de una policía palestina.
Los acuerdos establecen específicamente que las cuestiones de estatus permanente, como Jerusalén, los refugiados palestinos, los asentamientos israelíes, la seguridad y las fronteras sean excluidas de las disposiciones provisionales y que el resultado de las negociaciones sobre el estatus permanente no debe prejuzgar ni desvirtuar los acuerdos provisionales.
La posición de Israel con respecto a Jerusalén no ha cambiado. Cuando los acuerdos se firmaron, el primer ministro Rabin declaró que "Jerusalén es la antigua y eterna capital del pueblo judío", con Jerusalén unida bajo soberanía israelí y con libertad religiosa para todos.
Este fue el primer encuentro para acuerdos bilaterales entre el Gobierno de Israel y la Organización para la Liberación de Palestina (OLP).

## Resultados
La OLP encabezada por Arafat reconoció el derecho de Israel a vivir en paz y seguridad, comprometiéndose a una solución pacífica del conflicto y renunciando a la violencia terrorista. La postura tomada por la OLP tuvo como fin obtener una solución duradera del conflicto, pero este reconocimiento mutuo entre ambas partes no significó un avance en la formación de un Estado palestino, pues, el principal obstáculo para poner fin al conflicto entre Israel y Palestina ha sido, y sigue siendo, la determinación de las élites israelíes de no renunciar a su control sobre Gaza y Cisjordania.
Los acuerdos de Oslo se centraron solo  en asuntos de seguridad y administrativos, dejando de lado lo verdaderamente importante para la resolución del conflicto, que consistía en la institución de un Estado autónomo palestino. 
Israel se benefició con los acuerdos de Oslo en la medida en que los demás países del mundo vieron en ellos la resolución del conflicto, con lo que Israel logró dar una imagen diplomática y democrática mientras mantuvo su control sobre el territorio ocupado.

### Artículos
Los acuerdos, incluían 17 artículos, 4 anexos, y varias actas. El siguiente es un sumario de las mismas:

#### Artículo 1: Meta de las negociaciones
La meta de las negociaciones Palestina-israelíes en el proceso de paz de Oriente Medio es establecer un gobierno interino palestino y un consejo eligiendo la gente de Cisjordania y de la Franja de Gaza durante el periodo de transición no excedente de cinco años, para el cumplimiento de la resolución 242 del consejo de las Naciones Unidas.

#### Artículo 2: Marco para el periodo interino
El marco acordado para el periodo interino estaba en el 4.º en la declaración de principios.

#### Artículo 3: Elecciones palestinas
En tanto que los Palestinos deberían gobernarse a sí mismos de acuerdo con principios democráticos, se celebrarían elecciones libres, directas y universales para el consejo, bajo supervisión internacional. La policía palestina mantendría el orden mientras tanto.

#### Artículo 4: Jurisdicción del consejo palestino
La jurisdicción del consejo palestino abarcaría Cisjordania y la franja de Gaza, excepto en aquellos asuntos que serían negociados y definidos en el estatus permanente. Ambos bandos consideraban Cisjordania y Gaza como una unidad territorial.

#### Artículo 5: Transición y estatus permanente
El periodo transitorio de 5 años comenzaría con la retirada de la Franja de Gaza y la zona de Jericó. Las negociaciones entre Israel y los representantes palestinos comenzarían en cuanto fuera posible.

#### Artículo 6: Transferencia de poderes
Bajo la entrada en vigor de la declaración de Principios y la retirada de la Franja de Gaza y Jericó, las fuerzas armadas de Israel cederían su autoridad a la administración civil palestina en: educación y cultura, salud, seguridad social, impuestos, aduanas y turismo.

#### Artículo 7: acuerdo interino
Las delegaciones israelíes y palestinas negociarán el acuerdo durante el periodo de gobierno interino que especificará la estructura del consejo, las cesiones de poder y responsabilidades del ejército de Israel, su autoridad sobre el puerto de Gaza, sobre el Banco del desarrollo, la promoción de las exportaciones, las compañías de agua, etc.
Después de la creación del consejo, cesará la administración civil Palestina y el gobierno militar israelí.